# هفتواد

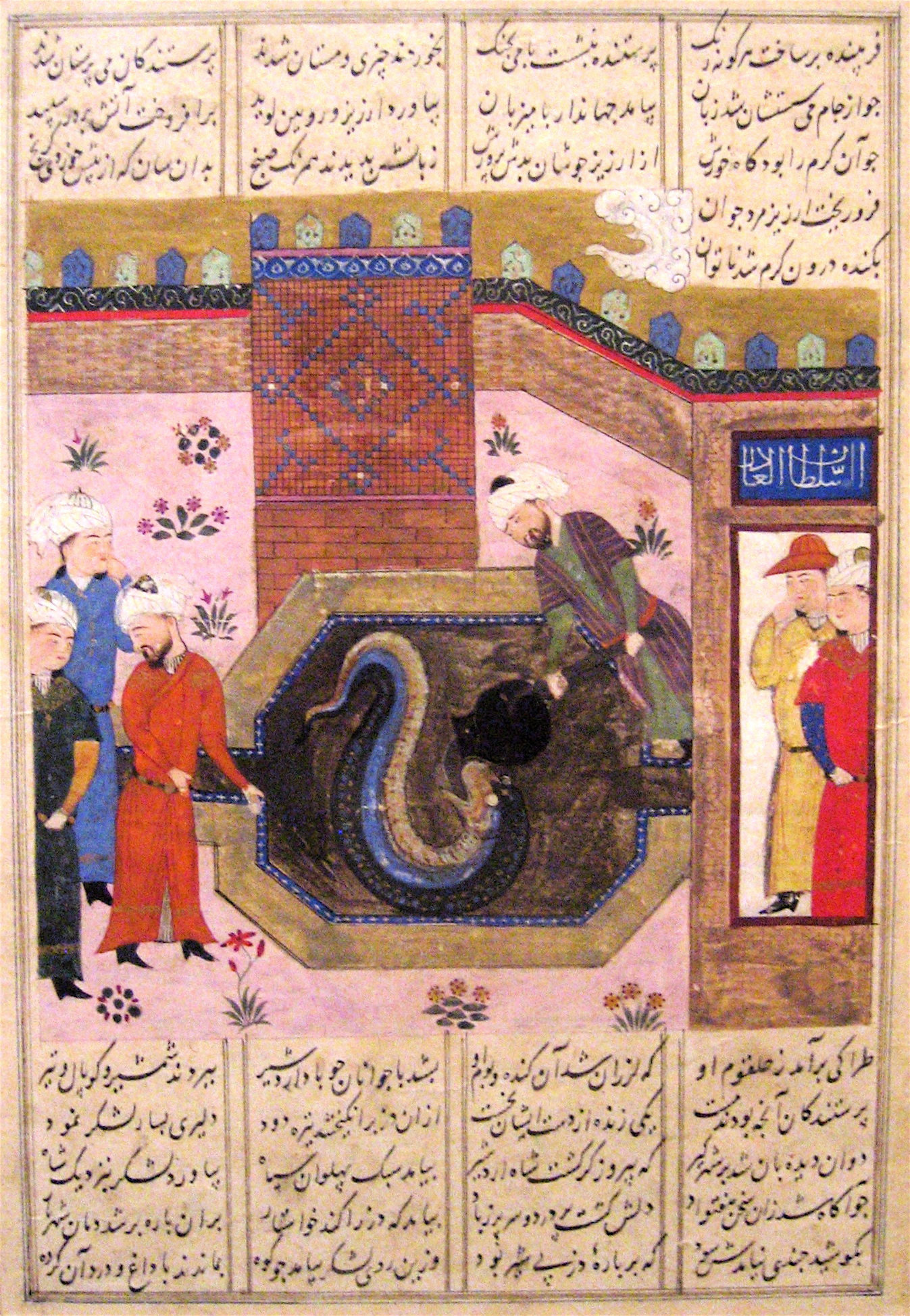

هفتواد نام شخصیتی ایرانی است که در کارنامه اردشیر بابکان و شاهنامه فردوسی به عنوان حاکم بم معرفی می‌شود. 

## ریشه نام
کلمه هفتواد آنگونه است که در شاهنامه ثبت شده. متن پهلوی نام آن را هپتن باد آمده است. هپتان بوخت نیز صورت دیگر پهلوی این کلمه است. هپتان باد بمعنی دارای هفت پسر یا دارای هفتمین پسر است. نیز هپتان بخت را بمعنی آزاد شده از هفت آسمان نیز دانسته‌اند. متون فارسی همگی از هفتواد استفاده کرده‌اند.

## خلاصه داستان
بنا بر نقل شاهنامه فردوسی در شهری بنام کجاران (بم امروزی) در نزدیکی قلعه دختر بم، تجارت مردم از راه نخ ریسی بود و این کار در عهده زنان بود. زنان و دختران شهر هر روز نزد صخره‌ای نخ ریسی می‌کردند. در این شهر مردی بود بنام هفتواد که هفت پسر و یک دختر داشت. روزی دختر هفتواد زیر درخت سیب سیبی افتاده پیدا کرد، آن را برداشت و مشغول خوردنش شد که ناگهان کرمی درون سیب دید. دختر کرم را با انگشت برداشت و درون دوکی گذاشت و تصمیم گرفت از آن نگهداری کند به امید اینکه از طالع کرم ریستن بسیار کند. اینگونه شد و هر روز سیب به کرم می‌داد و کار بسیار می‌کرد تا اینکه کرم بزرگ و قوی شد. هفتواد و فرزندانش به پشتوانه ثروتی که از قبل کرم به دست آوردند، توانستند سربازانی استخدام کرده و در مقابل حاکمی که به طمع گرفتن مالیات سروقت شان آمده بود، ایستادگی کنند. کار به جایی رسید که در مقابل هفتواد و پسرانش کسی را یارای ایستادن نبود. هفتواد در ادامه دژی بزرگ - که شاید اشاره به همان قلعه دختر باشد- در کوه ساختند و کرم را که دیگر به شکل غول آسایی بزرگ شده بود، به حوض آبی درون قلعه منتقل کردند و به خاطر شهرت این کرم نام کجاران به بم تغییر کرد. تا اینکه خبر به اردشیر بابکان رسید و او که در ابتدا مغلوب کرم شده بود در نهایت با نیرنگ توانست بر کرم و نگهبانانش چیره شود. اردشیر دژبانان را مست نمود و بدست کسی دیگی از ارزیز (قلع) داغ به نام شیر و برنج برای کرم پر اشتها فرستاد. کرم با خوردن ارزیز مذاب ناتوان شد و به شمشیر اردشیر بابکان از پای درآمد. اردشیر در ادامه هفتواد و پسرانش را که برای نجات کرم آمده بودند، بمانند کرم و ملازمانش از دم تیغ گذراند.
پس از آن اردشیر پایتخت را به بم برد و قلعه و آتشکده ای در بم بنا کرد (امروزه آثار قلعه ای به نام قلعه اردشیر در نزدیکی قلعه دختر کرمان وجود دارد) سپس سپاهی به کرمان فرستاد و افرادی را برای حکمرانی بر کرمان گماشت.

## نمونه شعر
شعر زیر نمونه‌ای از نظم شاهنامه است که به داستان نخستین رزم لشکریان ایران و هفتواد بازمی‌گردد. در آن نبرد که در شاهنامه توصیف آن آمده هفتواد بر سپاهیان ایرانشهر پیروز می‌شود.
| چو آگه شد از هفتواد اردشیر   |  | نبود آن سخن‌ها ورا دلپذیر   |
| سپهبد فرستاد نزدیک اوی       |  | سپاهی بلند اختر و رزمجوی   |
| چو آگاه شد زان سخن هفتواد    |  | ازیشان به دل‌در نیامدش یاد  |
| کمینگاه کرد اندران کنج کوه   |  | بیامد سوی رزم خود با گروه  |
| چو لشکر سراسر برآشفتند       |  | به گرز و تبرزین همی کوفتند |
| سپاه اندر آمد بجای کمین      |  | سیه شد برآن نامداران زمین  |
| کسی باز نشناخت پای و دست     |  | توگفتی زمین دست ایشان ببست |
| هرآنکس که بد زنده زان رزمگاه |  | سبک باز رفتند نزدیک شاه    |

## هفتواد و منابع تاریخی
شاپور شهبازی، پژوهشگر مطالعات ایرانشناسی ارتباط هفتواد به تاریخ را اینگونه ذکر کرده: علی‌رغم وجود عناصر افسانه‌ای، این داستان مشخصاً دور پایه‌ای تاریخی بافته شده است، تلاش اردشیر برای فتح سرزمین‌های ساحلی ایران و مناطق همسایه مکران و کرمان و مقاومت محلی شدیدی که او مجبور بوده بر آن غلبه یابد. تجارت دریایی این مناطق را ثروتمند کرده بوده و کاملاً محتمل است که […] یک صنعت محلی تولید ابریشم در خلیج فارس ایجاد شده بود که حامیان آن رشک‌ورزانه اسرار آن را محافظت می‌کردند که منجر به جمع شدن ثروت انبوهی در دژهای آن‌ها شده بود. گفته شده است که ارسطو فکر می‌کرده که 'کرم بزرگ خاصی با شاخ‌های بزرگ پیله‌هایی ایجاد می‌کند که زنان در بافندگی استفاده می‌کند.' تمام این داستان دربارهٔ عقلانی‌سازی یک واقعیت تاریخی است: سواحل خلیج فارس یک دزد دریایی قدرتمند، احتمالاً تحت تأثیر فرهنگ هندی ناگا داشته که دشمنی موبدان زرتشتی را برانگیخته است […] و اردشیر به‌سختی توانسته او را مغلوب کند که در نهایت منجر به شکل‌گیری افسانهٔ کرم اهریمنی و داستان هفتواد و هفت پسر او شده است.

## هفتواد و سایر منابع
داستان هفتواد در کارنامه اردشیر بابکان به‌عنوان داستانی اساطیری در دورهٔ ساسانی هم مطرح شده که توسط فردوسی به‌عنوان منبعی در نوشتن شاهنامه استفاده شده است. ارجاع خلاصه‌تری از این داستان در تاریخ طبری نیز وجود دارد.